# Wirral West (circonscription britannique)

Wirral West dans le Merseyside.

La circonscription de Wirral West est une circonscription électorale anglaise située dans le Merseyside et représentée à la Chambre des communes du Parlement britannique.